# Instructions for Survival
Instructions for Survival es un documental alemán dirigido por Yana Ugrekhelidze y estrenado en 2021. Durante su paso por el circuito de festivales obtuvo diferentes premios y reconocimientos.

## Sinopsis
La película presenta la historia de Alexander, un hombre transgénero que vive en Georgia y que debe mantener en secreto su identidad de género mientras él y su esposa buscan la manera de emigrar a un país más seguro en el que pueda desarrollar plenamente su sexualidad.

## Estreno
El documental se estrenó en 2021 en la sección Perspektive Deutsches Kino del 71.º Festival Internacional de Cine de Berlín, donde recibió el Premio del Jurado dentro del programa Teddy Award, dedicado a las producciones cinematográficas con temática LGBTQ. Se proyectó en los Estados Unidos en el marco del Festival de Cine de Ann Arbor en abril, donde ganó el premio a mejor documental. Un mes después fue exhibido en el Inside Out Film and Video Festival de Canadá.
También hizo parte de la selección oficial del Festival Frameline 45 en San Francisco, dedicado a producciones de cine queer y LGBTI. Participó además en otros eventos como Seoul Women FF, Damn These Heels Queer Film Festival de Utah y Watch Docs de Varsovia.

## Recepción
Jennie Kermode del portal Eye for Film le otorgó tres estrellas y media de cinco posibles y afirmó que el documental «es una lección sobre por qué la lucha por la igualdad importa en la vida cotidiana. Puede que Alexander [el protagonista del filme] logre finalmente su final feliz, pero hay muchas más personas como él para quienes el sueño de una vida segura y normal parece estar mucho más lejano». James Kleinmann del sitio The Queer Review le dio una calificación similar y manifestó que Instructions for Survival «logra humanizar de manera poderosa las cifras y los titulares sobre migrantes que buscan asilo, a través de una historia profundamente personal, conmovedora y, en última instancia, esperanzadora».
Escribiendo para The Guardian, Phoung Le describió el filme de la siguiente manera: «La realidad de la vida trans en Georgia queda al descubierto en el conmovedor documental de Yana Ugrekhelidze, que sigue a Alexander y a su pareja Marie mientras buscan una forma de escapar». En dicha reseña, la película obtuvo tres estrellas de cinco posibles. Davide Abbatescianni del sitio web Cineuropa elogió aspectos técnicos: «La cámara de Jule Katinka Cramer está presente, pero nunca resulta demasiado intrusiva, aunque a menudo siga a los protagonistas muy de cerca. Toda la historia está contada por Ugrekhelidze con gran tacto y sensibilidad».